# Serguéi Nikoláyevich Lázarev
Serguéi Nikoláyevich Lázarev (Yeisk, Rusia, 4 de septiembre de 1952) es un filósofo práctico, investigador de las leyes del desarrollo espiritual y las influencias de las mismas en la salud y el destino de las personas.

## Biografía
Serguéi Nikoláyevich Lázarev nació el 4 de septiembre de 1952 en la ciudad de Yeisk, Rusia. Se graduó en la Universidad de Herzen (en ruso: Российский государственный педагогический университет имени А. И. Герцена). Simultáneamente terminó un curso de once meses de reorientación para la especialidad de psicopedagogía en la Universidad Estatal de San Petersburgo.

## Labor
Se dedicó a la investigación de los campos energético-informacionales de los humanos desde principios de los ochenta. Realiza seminarios, charlas y presentaciones desde 1993 en Moscú, San Petersburgo y otras ciudades de Rusia, así como también en Alemania, Israel, Polonia, República Checa y Ucrania. Desde principios de los ´90, se publicaron las siguientes series de sus libros: doce libros de Diagnóstico del karma, siete libros de Humano del futuro y seis libros de La experiencia de sobrevivir. Algunos de estos libros están traducidos al alemán, polaco, inglés, checo, español y búlgaro. También hay a disposición del público, vídeos y grabaciones de talleres y seminarios.

## Sus investigaciones
S. N. Lázarev se interesa en la interrelación que existe entre el estado interno del alma humana, la salud y el destino, entre el estado religioso y el moral, y las perspectivas de desenvolverse en el mundo moderno. 
En esta búsqueda, con un método empírico, descubrió una serie de leyes consecutivas que le permitieron crear un sistema completo de la visión filosófica del mundo. Este sistema es único ya que permite comprender el mundo que nos rodea y resolver situaciones concretas de la vida cotidiana, porque responde a preguntas tales como: ¿quiénes somos? ¿de dónde venimos? y ¿a dónde vamos?.

## Primeras investigaciones
S. N. Láarev empezó sus investigaciones sobre los campos energético-informacionales en 1980. A finales de la década del ´80 se dedicó en forma profesional al trabajo terapéutico. Al aprender el diagnóstico a distancia, en el laboratorio de Vadim Polakov (San Petersburgo), Lazarev descubrió su capacidad de leer la información sobre el estado de salud de una persona desde su campo y verla no sólo en relación con el presente sino también al pasado y al futuro. De este modo llegó a la conclusión de que la enfermedad tiene un largo desarrollo antes de su manifestación y es el resultado del comportamiento de la persona en ciertas situaciones de su vida. Al entender que la enfermedad es una consecuencia, empezó a buscar la causa. 
Al principio de su actividad terapéutica trabajó exclusivamente con los campos energéticos que irradia el cuerpo humano. Ese tipo de campo es secundario al cuerpo, o sea, el cuerpo es la causa y el campo la consecuencia. No obstante en el transcurso de sus investigaciones, estaba trabajando sobre la hipótesis de la existencia de otros tipos de campos que serían la causa del cuerpo y sus órganos. Llegó a la conclusión de que toda la información sobre el carácter, el destino, el pasado y el futuro de la persona, inclusive la información de sus encarnaciones anteriores, están guardadas en el campo individual. Esto lo motivó a la búsqueda del acceso a este misterioso registro de información.

## Investigación de los campos energético-informacionales originales de los individuos
En la primavera de 1990, después de varios años de arduo trabajo como diagnosticar, atender pacientes y realizar experimentos, S. N. Lazarev por fin pudo ver los campos energético-informacionales originales. Se hizo claro que mientras las capas superficiales del campo individual y el aura de la persona dependen del cuerpo y le obedecen, las capas más profundas, más sutiles, hacen al revés: gobiernan al cuerpo. Además descubrió que esas estructuras no sólo rigen la salud, sino también el carácter, el destino y el futuro de la persona.  

### Campos energético-informacionales
Los campos energéticos-informacionales son todo lo que usualmente llamamos consciencia, sentimientos, emociones y se originan en el campo. Hay un doble mecanismo en esto: hay capas de consciencia y de sentimientos que dependen del cuerpo y al revés, hay capas de consciencia, sentimientos y emociones (subconsciente) que influyen sobre el cuerpo, la salud y el destino de la persona y, por ende, en su futuro. S. N. Lazarev las llama "emociones ultraprofundas". Las deformaciones de las emociones ultraprofundas tales como los sentimientos agresivos: odio, ofensas, desánimo, pueden provocar enfermedades e infortunios, generar un futuro desgraciado. Resulta que en la base de las enfermedades se encuentran esas emociones y sentimientos ultraprofundos, por lo tanto es el alma la que genera la consciencia y el cuerpo. 
Más adelante realizó otro descubrimiento. Observando niños enfermos, S. N. Lazarev vio que las deformaciones del campo de los niños repiten deformaciones de los campos de las madres. Llegó a la conclusión de que las emociones ultraprofundas pueden ser heredadas, que los sentimientos de la madre influyen en el carácter y el destino del futuro hijo/a. En particular, los sentimientos agresivos de la madre antes de la concepción y durante la gestación, pueden provocar distintas enfermedades en el niño/a. Cuando las madres cambiaban su interpretación de los hechos pasados, los hijos cambiaban su carácter, desaparecían las enfermedades, cambiaba el destino.  
Observando centenas y miles de pacientes, S. N. Lazarev se dio cuenta de que con frecuencia la gente no es consciente de sus emociones mientras que él las veía claramente. Paulatinamente llegó a la conclusión de que si la persona no toma consciencia de sus sentimientos es porque estos tienen origen en el subconsciente. Por lo tanto, las emociones principales que rigen la salud, el carácter y el destino de la persona se encuentran en su subconsciente. Resulta que el subconsciente no maneja los tiempos del consciente: la parte consciente olvida y el subconsciente no, ahí se guardan todos nuestros sentimientos, inclusive anteriores a nuestro nacimiento, o sea de la gestación y las vidas pasadas. 

## Investigaciones sobre el alma y la religión
Según S. N. Lázarev nuestro consciente está relacionado con el presente, nuestro subconsciente está formado en el pasado y está relacionado con el futuro y nuestros sentimientos tienen muchas capas. Los más sutiles reaccionan y ejercen su influencia en los sucesos del futuro. Cada persona reacciona al futuro y la forma en que reacciona determina lo que le va a pasar. 
"Entonces, - dice S. N. Lazarev, - entendí la frase del antiguo testamento: ‘El inicuo no tiene futuro, la lámpara de los injustos se apagará’. Entendí para qué la gente necesita a la religión. Entendí que uno de los mejores medicamentos en el mundo es cumplir con los mandamientos y tener amor en el alma. En mis investigaciones la ciencia empezó a unirse con la religión. Pude ver que la fe en Dios, el comportamiento ético y el amor en el alma pueden progresivamente curar enfermedades de las más graves. La pureza del alma determina la salud y el destino. En pocas palabras, según nuestra alma, será nuestro futuro." 
Pero inclusive a nivel del alma S. N. Lazarev  observó la aparición de contradicciones. Vio, por ejemplo, que amar y apegarse a otra persona puede destruir la salud e inclusive el destino de quien recibe ese tipo de amor. Que cuando el amor se convierte en pasión y apego empieza a matar. Se generó un problema que parecía no tener solución. Esta llegó otra vez después de observar centenas y miles de pacientes y situaciones. Resultó que la solución es la correcta escala de valores: si en primer lugar se pone el amor a Dios, entonces el amor a otra persona no se convertirá en pasión o apego que maten.  
De este modo se llegó a la conclusión de que una de las mejores medicinas para el alma, el espíritu y el cuerpo es la correcta escala de valores y la correcta visión del mundo basados en la comprensión de las leyes universales. Lazarev pudo observar muchas veces que cuando él comunicaba las leyes universales y los pacientes lograban comprenderlas, estos corregían sus estructuras energéticas y por lo tanto se corregían también su destino y su salud en los planos sutiles. Pasando cierto tiempo, la corrección interna se expresaba a nivel externo: se curaban enfermedades incurables, se cambiaba el carácter de la persona, se restauraban las familias y se curaban los hijos. Entonces, la toma de consciencia permite curar y cambiar a las personas... El punto más importante a comprender es que el sentido de la vida es aumentar el amor en el alma, y que la esencia de cualquier religión es aumentar la unión con Dios.  
Estos últimos razonamientos motivaron a S. N. Lazarev a escribir libros y organizar seminarios. Actualmente, él llegó a la conclusión de que la política, la economía, las enfermedades, los problemas ecológicos y las catástrofes naturales no son la causa de la destrucción de nuestra civilización. Las verdaderas causas de la cercanía de la destrucción de la civilización moderna son la mentalidad errónea con la escala de valores deformada, la pérdida de amor y de ética. El mundo materialista olvidó las prioridades del alma y sólo se esfuerza en salvar el cuerpo en detrimento de todo lo demás. S. N. Lazarev se esfuerza con toda su actividad para colaborar con un pronto cambio de la mentalidad moderna para la salvación de toda la humanidad.